# Joseph Schmid (pedagog)
Joseph Schmid, född den 25 december 1785 i Vorarlberg i Främre Österrike, död den 14 februari 1851 i Paris, var en schweizisk pedagog, Pestalozzis älsklingslärjunge och en av hans främsta medarbetare. 
Schmid, som var bondson kom vid femton års ålder till Pestalozzis läroanstalt i Burgdorf, där han redan efter två år började verka som lärare i matematik. Han följde Pestalozzi till Münchenbachsee och slutligen även till Yverdon. Genom sin karaktärsstyrka och arbetskraft fick Schmid ett allt större inflytande inom läroanstalten på sistnämnda ställe och måste mången gång ingripa i de stridigheter, som uppstod mellan de andre lärarna inbördes eller mellan dessa och eleverna. 
Hans undervisning i matematik torde varit den pedagogiskt mest tillfredsställande inom anstalten. Men småningom utvecklade sig ett spänt förhållande mellan Schmid och andra lärare, särskilt Niederer och Fellenberg. Sedan en del reformplaner, som Schmid tillsammans med Karl von Raumer på Pestalozzis uppmaning utarbetat, ej kunnat förverkligas, blev Schmids förhållanden vid anstalten allt outhärdligare, och 1810 drog han sig tillbaka till fädernehemmet. 
Därifrån utgav han hösten samma år broschyren Erfahrungen und Ansichten über Erziehung, Institute und Schulen, vari han till förmån för hemuppfostran opponerade sig mot alla internat för barn under 13 eller 14 års ålder och i samband därmed föreslog djupgående reformer av Pestalozzis anstalt. Efter resor samt ett par års rektorsbefattning vid en offentlig skola i Bregenz flyttade Schmid 1827 till Paris, där han verkade som lärare i matematik vid olika lyceer. 
Sin på Pestalozzis uppslag grundade metod för undervisningen i matematik och teckning framställde Schmid i Die Elemente der Form- und Grössenlehre (1809), Die Elemente des Zeichnens (samma år), Die Elemente der Zahl als Fundamente der Algebra (1810) och broschyren Introduction des mathématiques dans l'instruction populaire (1848). Till Pestalozzi-litteraturen bidrog han för övrigt med bland annat Wahrheit und Irrthum in Pestalozzis Lebensschicksalen (1822).